# アミックスコム
株式会社アミックスコム（英: amixcom Co., Ltd.）は、岐阜県恵那市に本社があるケーブルテレビ局、インターネットサービスプロバイダ。
2007年4月に、恵那市全域でFTTH方式のケーブルテレビサービスを開始。光ファイバーによるテレビ、インターネット、IP電話サービスを展開中。インターネットプロバイダーサービスも提供中。

## 沿革
- 2005年（平成17年）9月 - 岐阜県大垣市の株式会社ミライコミュニケーションネットワーク（未来グループ）と恵那市の共同出資による第三セクターとして設立
- 2006年（平成18年）7月 - 地域情報通信基盤整備推進交付金[1]が決定[2]
  - 9月 - 有線テレビジョン放送施設設置許可
- 2007年（平成19年）
  - 2月 - 電気通信事業の認定
  - 3月 - 地域情報通信基盤整備推進交付金の交付決定(平成18年度の補正)
  - 4月 - サービス開始（恵那市エリアの一部）
    - サービスエリア：恵那市大井町、長島町（永田地区を除く全域）、武並町（山足地区のみ）、笠置町、中野方町、飯地町、東野
- 2008年（平成20年）
  - 1月 - BSデジタル放送の再送信開始（オプション契約にて提供、FTTHエリアのみ）
  - 4月 - 旧山岡町・串原村を除く恵那市全域に、サービスエリアを拡大
    - サービスエリア（追加）：恵那市長島町（永田地区）、武並町(山足地区を除く全域)、三郷町、岩村町、明智町、上矢作町

  - 4月7日 - テレビ愛知（アナログ）の区域外再放送開始
- 2009年（平成21年）
  - 1月29日 - テレビ愛知（デジタル）の区域外再放送開始
  - 4月 - 串原ケーブルテレビ・山岡ケーブルテレビに接続、恵那市全域がサービスエリアとなる
- 2011年（平成23年）
  - 4月 - 安八郡輪之内町にサービスエリアを拡大
  - 6月15日 - 7月24日のアナログ放送終了に先立ち、デジアナ変換による地上アナログ放送の再送信を開始
- 2013年（平成25年）
  - 3月31日 - 恵那市エリアでの光パーフェクTV!のサービスを終了し、スカパー!に切り替え。輪之内町でのサービス内容とほぼ同等となる。
- 2015年（平成27年）
  - 3月12日 - テレビ愛知の区域外再放送が打ち切られる。
  - 3月31日 - デジアナ変換による地上アナログ放送の再送信を終了。

## 自社制作番組
- ほっとinえな50
- 今月の1歳
- みんなえなのげんきなこ
- 体を動かそう！体操の時間
- エ！ナにそれ？備蓄食
- え～な料理教室
- ちょっとHOTタイム
- 恵那スター☆社長列伝
- わんにゃんスマイル
- 文字放送
- 恵那峡映画祭情報局[3]

## サービスエリア
- 岐阜県
  - 恵那市
  - 安八郡輪之内町

## ケーブルテレビサービス
- 「ケーブルテレビ」参照
- 「ケーブルテレビ」を参照

「ami:TV」の名称でサービスを提供している。

### テレビ
- 当社・チャンネル一覧参照。

地上デジタル放送
| ch番号 | 放送局             |
| ------ | ------------------ |
| 1ch    | 東海テレビ         |
| 2ch    | NHK Eテレ          |
| 3ch    | NHK 総合           |
| 4ch    | 中京テレビ         |
| 5ch    | CBCテレビ          |
| 6ch    | メ～テレ           |
| 8ch    | ぎふチャン         |
| 11ch   | えなっコチャンネル |
| 12ch   | えなっコチャンネル |

BSデジタル放送
| ch番号                                 | 放送局         |
| -------------------------------------- | -------------- |
| 101ch                                  | NHK BS         |
| 141ch                                  | BS日テレ       |
| 151ch                                  | BS朝日         |
| 161ch                                  | BS-TBS         |
| 171ch                                  | BSテレ東       |
| 181ch                                  | BSフジ         |
| 200ch                                  | BS10           |
| 211ch                                  | BS11           |
| 222ch                                  | BS12           |
| 231ch                                  | 放送大学テレビ |
| 232ch                                  | 放送大学テレビ |
| 260ch                                  | J:COM BS       |
| 265ch                                  | BSよしもと     |
| 有料ch(各放送局との有料契約が別途必要) |                |
| WOWOW                                  |                |
| スカパー！                             |                |

### ラジオ局
FMラジオの再送信のみ。外部アンテナ端子が付いているFMラジオ・チューナー等に接続することにより、聴取可能。
| 周波数  | 放送局        |
| ------- | ------------- |
| 77.8MHz | ZIP-FM        |
| 80.0MHz | FM GIFU       |
| 80.7MHz | FM AICHI      |
| 83.6MHz | NHK岐阜FM放送 |

#### IPでんわ
- ソフトバンクのケーブルラインサービスを導入している。
- 「ソフトバンク　ケーブルライン」を参照

## インターネット接続サービス

### インターネット接続サービス
- 「インターネットサービスプロバイダ」参照

当社・インターネット参照、「ami:NET」の名称でサービスを提供している。

### サービスエリア
- 恵那市全域対応
- 光ファイバケーブルを導入。
- 集合住宅の場合は、対応集合住宅一覧をホームページより参照。※令和2年(2020年)4月現在の情報。